# Исайкин, Алексей Иванович
Алексей Иванович Исайкин (род. 9 сентября 1952, Киргизская ССР) — советский и российский экономист, предприниматель, создатель и руководитель авиакомпании «Волга-Днепр», подполковник ВВС СССР. С 2022 года, за поддержку войны России против Украины, находится под санкциями Великобритании, Украины, США и Канады.

## Биография

### Ранние годы и служба в ВВС СССР
Родился 9 сентября 1952 года в Киргизии. В 1977 году окончил Иркутский институт народного хозяйства и получил квалификацию «инженер-экономист». После призыва в Вооруженные Силы СССР служил экономистом в военном представительстве на авиационном заводе в Улан-Удэ, осуществлял контроль за стоимостью поставляемой авиационной техники.
В конце 80-х годов Алексей Исайкин отвечал за реализацию государственного заказа самолётов Ан-124 для Военно-транспортной авиации СССР на Ульяновском авиационно-промышленном комплексе. Тогда же, после решения правительства о закрытии программы государственного финансирования и серийного производства самолёта Ан-124, Алексей Исайкин в звании подполковника был уволен в запас.

### Деятельность в гражданской авиации
В 1989 году Исайкин возглавил инициативную группу по созданию грузовой авиакомпании. В результате усилий инициативной группы в 1990 году в Ульяновске появилась первая в России негосударственная грузовая авиакомпания «Волга-Днепр». Под руководством Исайкина «Волга-Днепр» стала гражданским заказчиком Ан-124-100, сохранив тем самым производство уникального самолёта.
С самого начала деятельности в компании «Волга-Днепр» Исайкин являлся руководителем авиакомпании, занимая в разное время должности председателя правления АО «Волга-Днепр», исполнительного директора, генерального директора. С 2002 года — президент Группы компаний «Волга-Днепр». В 2022 году, после введении санкций, вышел из капитала компании.
Исайкин ведёт большую общественную работу, направленную на укрепление авторитета российской грузовой авиации в России и за рубежом. Является членом комитета РФ по делам ИКАО, членом правления Российской ассоциации эксплуатантов воздушного транспорта.

### Международные санкции
16 июня 2022 года, на фоне вторжения России на Украину, внесён в санкционный список Великобритании как «президент и член правления группы компаний "Волга-Днепр", российской транспортной компании с большим объемом авиаперевозок, которая по заказу правительства РФ создает воздушные мосты для перевозки важнейших грузов». 19 октября 2022 года попал под санкции Украины так как «участвует или участвовал в получении выгоды от Правительства Российской Федерации или его поддержку». 15 апреля 2023 года включён в санкционный список Канады «лиц причастных к войне Путина». 23 августа 2023 года был внесен в санкционный список США.

## Награды
- Награждён Почётной грамотой Министерства транспорта России (1998) и нагрудным знаком «Отличник воздушного транспорта»
- «Человек года» (1994) в номинации «Предприниматели и финансисты» (организатор конкурса Русский биографический институт)
- В 2000 году вошел в рейтинг журнала «Эксперт» «Ведущие менеджеры России»
- Медаль Российского авиационно-космического агентства «Звезда Циолковского» (2000)